# Georgi Sokolov
Georgi Sokolov   (Sofia, 19 de juny de 1942 - Sofia, 27 de juny de 2002) fou un futbolista búlgar de les dècades de 1960.
Fou 14 cops internacional amb la selecció búlgara amb la qual participà a la Copa del Món de Futbol de 1962.
Pel que fa a clubs, defensà els colors de Levski Sofia i Dunav Ruse.
Fou fill del també futbolista Apostol Sokolov.